# Trachichthys australis
Trachichthys australis is een straalvinnige vissensoort uit de familie van zaagbuikvissen (Trachichthyidae). De wetenschappelijke naam van de soort is voor het eerst geldig gepubliceerd in 1799 door Shaw.